# Samuel Haddas
Samuel Haddas, también conocido en hebreo como Shmuel Hadas (hebreo: שמואל הדס, Chaco, Argentina, 1931 - Jerusalén, Israel, 10 de enero de 2010) fue un diplomático israelí, de origen argentino. 

## Biografía
Nacido en Argentina, en el seno de una familia judía sefardí en Buenos Aires  en 1931. Estudio en el colegio Nacional de Buenos Aires.  En 1956 su familia se exilia en Israel. Es nacionalizado israelí en 1957. Estudió en la Universidad Hebrea de Jerusalén, recibiendo su Máster en Diplomacia y Relaciones Internacionales.
Además del hebreo, dominaba el inglés y el español.

## Trayectoria en el Ministerio de Relaciones Exteriores
Samuel Hadas tuvo una vasta trayectoria diplomática y su labor se desarrolló en diferentes cargos, primero a través del Departamento Internacional de la sindical obrera Histadrut, y después desde el Ministerio de Relaciones Exteriores de Israel, tanto en el país como en el extranjero.
Se desempeñó como Primer Secretario de la Embajada de Israel en México, encargado de negocios en Colombia y embajador en Bolivia. 
Considerado uno de los principales artífices en el proceso que condujo al establecimiento de relaciones diplomáticas entre Israel y España en 1986, posteriormente fue el primer embajador israelí en el país ibérico, al que había llegado en 1982 como representante de su país ante la Organización Mundial de Turismo y la misión de ir tendiendo los puentes con España.
Tras varios años como embajador en Madrid, Hadas abandonó España para ser en 1993 el primer embajador israelí ante la Santa Sede, que sería su último cargo oficial. 
También colaboró con el Congreso Sefarad Mundial y fue miembro del Centro Peres por la Paz, que busca sembrar las semillas de la paz con los palestinos. Ejerció como profesor en la Universidad Hebrea de Jerusalén y como presidente del Consejo Hebreo de Israel de Relaciones Interreligiosas, labor desde la que fue abriendo el camino para un mayor entendimiento y reconciliación entre judíos y cristianos. 
Falleció a los 78 años en Jerusalén, tras complicaciones postoperatorias.